# Wulfila fragilis
Wulfila fragilis är en spindelart som beskrevs av Arthur M. Chickering 1937. Wulfila fragilis ingår i släktet Wulfila och familjen spökspindlar.
Artens utbredningsområde är Panama. Inga underarter finns listade i Catalogue of Life.